# Меморіальний будинок-музей П. П. Шмідта
Меморіальний будинок-музей П. П. Шмідта — філія Бердянського краєзнавчого музею. Відкритий 21 листопада 1980. Розташований за адресою — місто Бердянськ, вул. Шмідта, 8.
Велика заслуга у створенні музею належить учителю математики СШ № 2 Людмилі Петрівні Філатовій, яка разом зі школярами із керованого нею загону «Шмідтовець» понад 10 років займалася краєзнавчо-пошуковою роботою, збирала експонати та інші матеріали для музею, а потім витратила багато часу для того, щоб добитися від виконкому розселення 16 родин, які на той час мешкали в будівлі майбутнього музею. Але ім’я цього педагога-патріота потім на багато років було незаслужено забуте.
В будівлі музею з 1876 по 1886 рік мешкала родина начальника міста і порту П. П. Шмідта. Тут пройшли дитячі роки майбутнього лейтенанта Петра Шмідта, який навчався у Бердянській чоловічій гімназії.
На першому поверсі музею експозиція присвячена родині Шмідтів у Бердянську та життю і діяльності лейтенанта Петра Петровича Шмідта. На другому поверсі — меморіальні кімнати в яких відтворена бутність того часу.
В музеї проводяться історико-культурні програми «П. Шмідт — художник, музикант, оратор», «Родинні традиції Шмідтів» та інші.
У 2000 році на подвір'ї музею створено експозицію «Просто неба».